# メキシコ麻薬戦争
メキシコ麻薬戦争（メキシコまやくせんそう）は、麻薬組織（カルテル）同士の縄張り争い、および麻薬密売の取締を推進するメキシコ政府と麻薬カルテルとの間で2025年も進行中の武力紛争のことを指す。

## 概要

### -1970年代
20世紀の初めから、メキシコの麻薬カルテルや麻薬密売組織は、アメリカを最大の消費国として存在し続けている。20世紀よりメキシコは麻薬の主要な生産国、中継国であり、現在もアメリカへの大麻およびメタンフェタミンの主要な供給元である。
1960年代後半、ヒッピー文化の台頭にともないアメリカ国内で若者を中心にマリファナなどの違法麻薬の流通が急激に増加していた。これに対してリチャード・ニクソン政権は1970年に、特定の薬物の製造、輸入、所有、流通を禁止した規制物質法を策定、1973年5月に麻薬取締局（DEA）を設立し、国内外の犯罪及び反政府勢力の資金源となる中南米とアジア、中東からの麻薬の密輸撲滅に取り組むようになっていた。

### 1980年代-1990年代
しかしアメリカ政府による対策は、人員も予算も少ない状態が続き、取り組みが本格化したのは1981年のロナルド・レーガン政権になってからであった。
1982年にアメリカが断行した麻薬掃討作戦以後、フロリダ州およびカリブ海地域での取り締まりが強化されると、生産地のコロンビアからフロリダへの船舶及び航空機を使った密輸は極めて難しい状況となり、新たに地続きのメキシコ経由が主流となっていく。
メキシコ人は密輸サービスの対価として現金を受け取っていたが、1980年代後半になるとメキシコの輸送組織とコロンビアの麻薬密売人は支払協定に同意し、さらに1980年代後半から1990年代にかけて、コロンビアのカリ・カルテルおよびメデジン・カルテルがアメリカの協力を受けて壊滅したことによって、これまでは単なる経由地であったメキシコの麻薬カルテルはより強い力を付け始めた。メキシコにおいて、制度的革命党（PRI）の政治家と強力な資金力を持ったカルテルとの縁が明らかになってきたのもこの頃である。
1987年から行われた大統領選挙では、クアウテモク・カルデナスらによる選挙管理委員会の汚職の指摘もあったものの、1988年に大統領となったカルロス・サリナス・デ・ゴルタリは、麻薬撲滅と汚職追放を推し進めることを公約し、制度的革命党の保守派以外からの層とアメリカ政府からも支持を受けた。
しかし、その在任中にメキシコの麻薬犯罪はますます悪化し、さらにカルテルと兄弟を通じての関係が噂されたことと、1993年には国民が敬愛していたフアン・ヘスス・ポサダス・オカンポ大司教が、グアダラハラ空港でカルテルの銃撃戦に巻き込まれ死亡したことで国民の支持は急速に低下した。さらにNAFTAを進める中で、メキシコ経済は急速に悪化した。
1994年には制度的革命党から後任の大統領候補に指名されていた、ルイス・ドナルド・コロシオ候補の暗殺に関与したのではないかという疑惑と、海外への不正蓄財の疑惑が浮上したために、大統領辞任後の1995年3月にアメリカに出国。事実上の亡命であった。また後に兄のラウル・サリナスが麻薬取引に関与して逮捕されている。

### 2000年代
これらの麻薬カルテルによる度重なる殺人事件と汚職、政界との癒着に嫌気がさした国民により、制度的革命党は2000年に1929年より長年保持した与党の座から降ろされている。さらに2004年12月には、メキシコ最大の麻薬カルテルの「ガルフ・カルテル」と緊密な関係にあったと噂されていた前の大統領のカルロス・サリナスの末弟エンリケ・サリナスは、他の麻薬カルテルによって暗殺されている。
しかし、麻薬カルテルの中心メンバー、特にティファナ・カルテルとガルフ・カルテルの主要メンバーが拘束されて以降、麻薬カルテルはメキシコとアメリカにおける麻薬の輸送ルート確保にいっそう力を入れるようになったため、麻薬にかかわる暴力事件はむしろ増加傾向にある。
メキシコのヘロイン生産、消費のシェアは世界的に見ればわずかではあるものの、世界最大の消費国であるアメリカへのヘロイン供給では大きなシェアを占めている。現在アメリカ国内に流入する外国製麻薬のおよそ70 %がメキシコの麻薬カルテルが関与している。
アメリカ合衆国国務省は2004年の統計で、コロンビアで生産され、メキシコを経由してアメリカに流入するコカインは全体の90%にも及ぶと見積っている。また、これらの違法薬物の卸売による売り上げは年間で136億ドルから484億ドルになると見られている。アメリカによる電子送金の監視が厳しい現状から、メキシコの麻薬密売人は車やトラックによってメキシコへ麻薬取引の代金を持ち込んでおり、その金額も増え続けてきた。
2006年に誕生したカルデロン政権による、麻薬カルテルに対しての峻烈な清掃作戦は、民間人を巻き込みながらも大量（情報の出所により幅があるが概ね2万人規模）の麻薬カルテルメンバーを逮捕、又は、射殺等で代理処刑することで対策している。2009年には、マリファナ、ヘロイン、コカインの個人による少量所持が合法化された。

### 2010年以降
以降の大量の記述は2010年あたりまでのものとなっており、その後の動向をこの節に記載する。
2015年時点で、麻薬カルテルの主要な勢力はシナロア・カルテルとハリスコ新世代カルテルに集約されており、それ以外は弱体化、もしくは消滅したと見られている。
2014年2月にメキシコ麻薬界最大の大物と言われ、経済誌フォーブスにビリオネアとしてランクインもしている、シナロア・カルテルのボスであるホアキン・グスマンが逮捕された。シナロア・カルテルは、2010年にメキシコ軍の掃討作戦によって、ナンバー2のイグナシオ・コロネル・ビジャレアルが射殺され、今回のグスマンの逮捕によって指導者は不在となった。
常軌を逸した凶悪性・残虐性で知られる、ロス・セタスでは、創設者の二人が収監・射殺されており、セタスをガルフ・カルテルから離脱させ、常軌を逸した凶悪・残虐集団へと変容させた張本人、エリベルト・ラスカーノは、2012年10月に軍の掃討作戦によって射殺され、後継者のミゲル・トレビーニョ・モラレスは、2013年7月に逮捕され拘禁中である。
これらによりセタスは分裂状態で、ロス・セタス=グループブラボーや、オールドスクール・セタスを名乗る分派が結集しノレエステ・カルテルという新たなカルテルを作った。
1980年代以降に創設された麻薬カルテルのボスや最高幹部のほとんどは、逮捕、または射殺されており、それらの処置のほとんどは2000年代以降、特にカルデロン政権が本格的に麻薬戦争を開始した2007年以降に集中している。
カルデロン政権は、麻薬組織に対し極めて厳しい姿勢で対峙しており、逮捕したメンバーには峻烈な拷問が加えられているとも言われ、麻薬組織はメンバーが警察や軍に組織の情報を提供すると、そのメンバーの親族が殺害される等の掟があるが、厳しい拷問に耐えられず多くのメンバーが白状しているという。また、有益な情報を白状したメンバーには恩赦が与えられたり、刑務所内で好きな物を食べさせたり、携帯電話やアルコール・煙草を与える等、特別待遇で優遇しているとも言われており、捜査当局・司法当局に対する根強い批判があるが、カルデロン政権の犯罪組織に対する壊滅作戦は着実かつ大きな結果を出しており、国内外問わず、高い評価を得ている。
メキシコ政府は「麻薬戦争は終わった」としているが、実際の状況は逆であり、2016年頃から抗争が再び激化し始め、2017年には死者数が過去最多となり、2018年にはそれを20%上回り過去最多を更新、更に2019年もそれ以上のペースで殺人事件が増加し、治安は最悪化している。
また、ブラジルでも麻薬カルテル同士の抗争が激化の一途を辿っており、殺人件数が過去最多の状況となっている。そして、アメリカのドナルド・トランプ大統領率いる強硬なメキシコ移民政策は、麻薬犯罪の対策には何一つ役立っていないという指摘がなされている。

### 現在
2018年11月、国連システムは薬物問題に関して人権に基づく、科学的証拠に基づく政策をとることを重視しているという声明を行った。
2019年初頭には、大統領のアンドレス・マヌエル・ロペス・オブラドールは、「薬物戦争は終わった、我々は平和を望んでいる」とし、薬物規制法を刷新し、薬物の所持や使用を非犯罪化し、取り締まりに使っている資金を薬物依存症からの治療に回していく方針を語った。6月には、国際麻薬統制委員会は、薬物の個人的な使用のための所持を非犯罪化したり治療するという代替策を活用していくこと、また薬物犯罪による死刑の廃止を求め、各国政府当局による殺人が大きな懸念となってきていることを声明として発表した。
2020年には、メキシコ元・国防相のサルバドル・シエンフエゴスが、アメリカ麻薬取締局(DEA)によって、麻薬密売組織のゴッドファーザーと呼ばれるリーダー格だとしてアメリカ内で拘束されたが、メキシコ側が圧力をかけた結果、アメリカはアメリカ国内での起訴を取り下げメキシコへ移送され、メキシコでは不起訴とされた。
マリファナ5グラムの少量所持はすでに刑事罰対象外となっていたが、2021年には法案を審議中で内容は、大麻28グラム、苗6本までの栽培を認めるという内容で、生産から流通までを国の管理下に置き麻薬カルテルの資金源となることを阻止する目的。

## 歴史

### メキシコの地理的関係
メキシコは、その地理的位置関係から麻薬の積み替え地に使われており、メキシコや南アメリカ、その他の地域から不法入国した移民と密輸品がメキシコ経由でカリフォルニア州からテキサス州を中心に、広くアメリカ合衆国へと運ばれた。
1980年代から1990年初頭にかけて、コロンビアのパブロ・エスコバルは大規模なコカインの輸出を行っていた。1982年にアメリカが断行した麻薬掃討作戦以後、南部フロリダおよびカリブ海地域での取り締まりが強化されると、コロンビアからフロリダへの密輸は、極めて難しい状況となった。

### コロンビアとメキシコの協力
コロンビアの組織は、メキシコの密売人たちと協力関係を結び、メキシコ経由でアメリカにコカインを輸送することを試み、成功した。アメリカ=メキシコ国境は、全長3,141kmにも及び、国境上にはリオグランデ川、ソノラ砂漠、国境都市が存在する。そのうえ、年間数億人が横断する国境では、麻薬の密輸を完全に防ぐことは、極めて困難である。
こうした条件が、コロンビアからメキシコを経由してアメリカへ至る密輸ルートの確立を可能にした。現在では、カリブ海ルートよりも、この米墨国境ルートを用いた麻薬密輸が大半を占め、アメリカで流通するコカインの9割はメキシコを経由していると言われている 。
メキシコが長くヘロインと大麻の主要生産地であったこともありこの協力は成功し、1980年代中頃までにメキシコの密売組織は、コロンビアからのコカインの輸送者として安定した信頼を得ていた。始めはメキシコのギャング達は密輸サービスの対価として現金を受け取っていたが、1980年代後期になるとメキシコの輸送組織とコロンビアの麻薬密売人は支払協定に同意し、メキシコの輸送組織にはコカインの出荷量の35から50 %が与えられるようになった。
この取り決めは、メキシコの組織がコカインの輸送のみならず販売にまでも関わるようになったことを意味しており、自らの権利のための強力な商人となったことを意味している。現在では、シナロア・カルテルとガルフ・カルテルは世界的な密売コカインの市場までをもコロンビアから買収するまでに至っている。
時間と共にメキシコの様々な麻薬カルテル間の力の均衡は変化しており、新興勢力の台頭と古い勢力の衰退が起こっている。カルテルのリーダーの死亡や逮捕等による組織の混乱が起こると、それによって生じる力の空白を利用しようとライバル組織が動いて流血が引き起こされる。指導者の空白状態は特定のカルテルに対する法の執行によって作り出される。
このため、カルテルはメキシコの司法当局を買収してライバルのカルテルに対する訴訟を起こさせたり、メキシコ政府やアメリカの麻薬取締局 (DEA)にライバルのカルテルの情報を漏洩するなどして、互いに法の執行を利用しようとしている。

### カルロス・サリナス・デ・ゴルタリ大統領
多くの要因が暴力の拡大に貢献しているが、メキシコの都市のセキュリティーアナリストは、制度的革命党（PRI）によって管理された、メキシコ政府と麻薬密売組織との間に存在した「長年の暗黙の了解」が、1980年代後半以降に、冷戦終結によりアメリカがメキシコの反共独裁政党である制度的革命党を支援する必然性が無くなったことが、不幸の増加の原因であると見ている。
この「暗黙の了解」が解消されるきっかけは、制度的革命党の腐敗し堕落した政治家側にもあった。制度的革命党選出の大統領であったカルロス・サリナス・デ・ゴルタリは、汚職追放を推し進めることを公約したことなどから高潔な「改革派」として保守派以外からの幅広い層からも高い支持を受けており、またアメリカとカナダとの貿易協定「北米自由貿易協定(NAFTA)」を推し進めた。しかし、大統領現職時代より兄弟を通じてカルテルに関わっていることが噂となり、大統領辞任翌年の1995年1月には、実兄のラウル・サリナスが麻薬取引に関与して逮捕されたことを受け、同年3月にはアメリカに亡命した。
敵対する麻薬カルテル間の闘争は、1989年にメキシコでコカイン会社を経営していたミゲル・アンヘル・フェリクス・ガジャルドの逮捕後に本格的に始まった。1990年代の後期の間は抗争が小康状態にあったが、2000年以降、暴力は着実に深刻化している。実際に、カルロス・サリナス・デ・ゴルタリ大統領末弟のエンリケ・サリナスが、2004年12月にメキシコ最大の麻薬カルテルの「ガルフ・カルテル」と緊密な関係にあったと噂されていた他の麻薬カルテルによって暗殺されている

### ビセンテ・フォックス・ケサーダ大統領
2000年にビセンテ・フォックス・ケサーダ大統領は川の対岸をアメリカと接するタマウリパス州のヌエボ・ラレドへと軍を派遣したが、それは暴力事件の増加を招くことになった。その後の2005年1月から8月の間に、ガルフ・カルテルおよびシナロア・カルテルの抗争によりヌエボ・ラレドの街では110人が死亡したと伝えられている。また同年、ラ・ファミリア・カルテルがミチョアカン州内での勢力拡大を計ったことにより事件が急増した。

### フェリペ・カルデロン大統領
麻薬組織間の暴力行為は麻薬戦争が始まるずっと以前から起こっていたが、1990年代から2000年代前半にかけては、カルテルの暴力に対して政府は受け身のスタンスを保持した。2006年12月11日、新しく選ばれたフェリペ・カルデロン大統領が麻薬組織による暴力を終わらせるために6,500人の連邦国軍をミチョアカン州に派遣したことで、政府のスタンスが変化した。この行動は、犯罪組織に対する初めての大きな行動であると考えられており、通常、政府と麻薬カルテルとの間の戦争の開始点であると見られている。時が経つにつれ、カルデロンは反麻薬キャンペーンの拡大を継続するため、現在では45,000人の軍とそれに関与して加わった州兵および連邦警察官を動員している。2010年にカルデロンはカルテルが「政府にとって代わる」事を求めており、「武器による独占を強要しようとし、彼ら自身の法律を強要しようとさえしている」と述べた。

### 紛争の激化

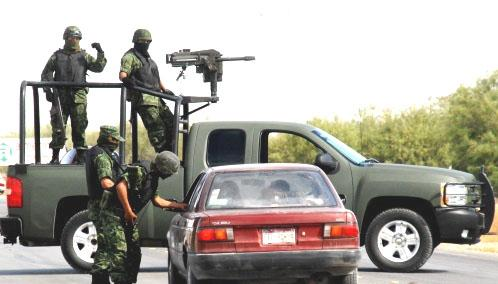
ランダム・チェックポイント(en)で活動中のメキシコ軍(2009年)

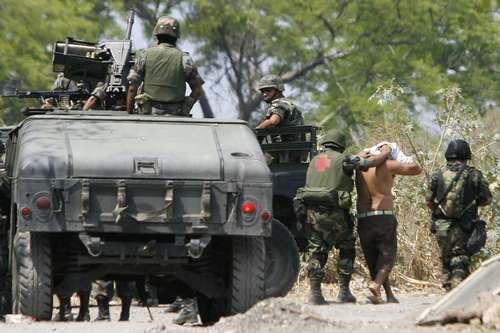
ミチョアカン州でのメキシコ軍による逮捕劇

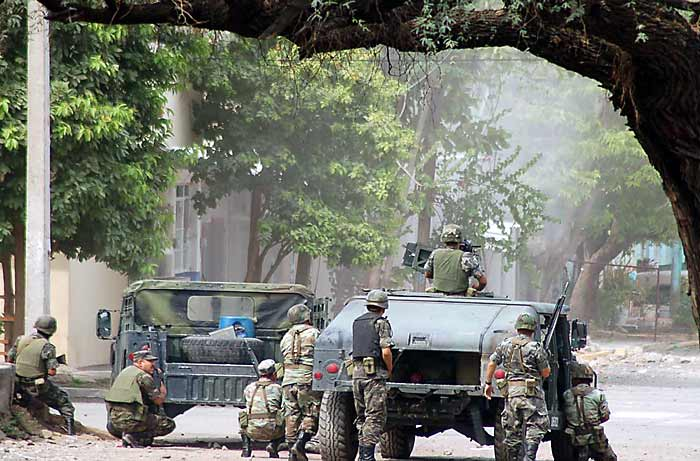
ミチョアカン州アパチンガンにおけるメキシコ軍(2007年)

2008年4月、バハ・カリフォルニア州における反麻薬キャンペーンの担当者だったセルジオ・アポンテ将軍は地元の警察に対していくつかの横領の申し立てを行った。アポンテはその申し立ての間に、バハ・カリフォルニア州の誘拐対策班が実は犯罪組織の誘拐チームと共に働いていると考えており、その買収された警察官が麻薬密売のボディーガードとして使われていると述べた。これらの腐敗の告発によって、贈収賄や脅迫、腐敗によってメキシコの麻薬組織に対する進展が妨害されていたことが暗示された。
2008年4月26日、バハ・カリフォルニア州のティフアナ市において、ティファナ・カルテルとシナロア・カルテルのメンバーの間で大きな戦闘が起こり、17人の死者を出した。この戦いはまた、ティファナ市およびいくつかの国境都市が戦争によって暴力のホットスポットとなることで、アメリカへ暴力が拡大されるのではないかという懸念をもたらした。2008年9月、モレリアでカルテルのメンバーを容疑者とする手榴弾攻撃が起こり、8人の一般人が死亡し、100人以上が負傷した。
2009年3月には、カルデロン大統領はさらに5,000人のメキシコ軍を招集し、シウダー・フアレスに派遣した。アメリカ国土安全保障省はアメリカに国境を越えて溢れ出してくるメキシコの麻薬による暴力に対抗するために国境警備隊を用いることも考えていると述べた。アリゾナ州およびテキサス州の知事は、連邦政府に対して、既にそこで活動している麻薬密売に対する地域の警察組織を支えるために、国境警備隊の部隊のさらなる派遣要請を行った。
アメリカ麻薬情報局 (en, NDIC)によると、メキシコのカルテルは南米のコカインとメキシコで生産された大麻、メタンフェタミンおよびヘロインの支配的な密輸業者および卸売業者である。メキシコのカルテルは以前から存在したが、コロンビアにおけるメデジン・カルテルおよびカリ・カルテルの終焉によって近年ますます力をつけてきた。フロリダを通じてのコカイン密売ルートの閉鎖によってコカインのルートがメキシコ側にプッシュされたことも、コカイン密売におけるメキシコのカルテルの役割を増大させた。メキシコのカルテルは、コロンビアやドミニカ共和国の犯罪グループによって制御される地域でこれらの麻薬の販売を行い、メキシコのカルテルの勢力圏を拡大しており、現在そこにはアメリカの大部分も含まれると信じられている。
メキシコのカルテルは、現在アメリカにおける麻薬密売を支配する強力な暴力組織となっており、もはやコロンビアの生産者は単なる仲介となっている。FBIによると、メキシコのカルテルは卸売の供給にのみ集中しており、違法薬物の小売販売はストリートギャングに任せている。伝えられるところにおいては、メキシコのカルテルはアメリカのギャング紛争において、一方に味方せず、複数のギャングの要求によって働くとされている。
メキシコのカルテルはメキシコの領域と何十もの自治体の大きな面積を勢力圏におき、メキシコの選挙によって政治的に影響力を増大しようと働きかけている。カルテルは、ヌエボ・ラレドからサンディエゴまでの密輸ルートのキーポイントにおいて激しい縄張り争いを行っている。メキシコのカルテルは刺客やシカリオスとして知られる暗殺者のグループを使用する。アメリカの麻薬取締局は、今日国境に沿って活動しているメキシコの麻薬カルテルは、アメリカの警察史上他のどの犯罪者組織よりもはるかに危険で洗練されていると報告している。カルテルはグレネードランチャーや自動兵器、ボディアーマーを使用し、時に戦闘用ヘルメットも用いる。また、いくつかの組織では即席爆発装置 (IED)を使うことも知られている。
犠牲者数は時と共に大幅に増加した。ストラトフォーの報告によると、麻薬戦争に関係した死者は2006年に2119人、2007年には2275人であったが、2008年には5207人と2倍以上になった。次の2年に渡っては、さらに数が大幅に増加し、2009年には6598人、2010年には11,000以上の死者が出ている。
2017年の政府公表の殺人事件の件数は、25,339件と麻薬組織の抗争を反映して過去最悪の水準となった。
2010年代後半には、ハリスコ新世代カルテルなどの新勢力台頭。2020年6月には、従来、抗争とは無縁であったメキシコ市内で、治安庁長官が乗った乗用車が武装組織に襲撃を受ける事件も発生した。長官は負傷するにとどまったが警護と一般人の3人が死亡している。

## メキシコのカルテル

### 起源

カルテルの2010年における勢力図
ティファナ・カルテル
ベルトラン・レイバ・カルテル
シナロア・カルテル
フアレス・カルテル
ラ・ファミリア・カルテル
ガルフ・カルテル
ロス・セタス
係争地域

メキシコの麻薬カルテルの起源は、元メキシコ連邦警察のエージェントであり、「ゴッド・ファーザー」と呼ばれたミゲル・アンヘル・フェリクス・ガジャルドまで辿ることが出来る。彼は、1980年代にメキシコにおける全ての違法薬物の取引および、メキシコ - アメリカ国境を横切る通路を管理していた。マリファナとアヘンのアメリカへの密輸を始め、1980年代にコロンビアのコカインカルテルと結びつき、メキシコで初めての麻薬組織（後に『グアダラハラ・カルテル』と呼ばれる）のボスとなった。フェリクス・ガジャルドはそのコネクションを通じてパブロ・エスコバルによってメデジン・カルテルとの交渉人となった。フェリクス・ガジャルドが、コロンビアに基盤を置く密売人たちに貢献するための基盤を既に設立していたため、それは簡単に成立した。
その当時、メキシコにはカルテルが無く、フェリクス・ガジャルドは麻薬王として支配していた。彼は彼の仲間と、彼の保護下にある政治家の全ての活動を監視していた。フェリクス・ガジャルドは目立たないように努め、1987年に彼はグアダラハラ市内へと彼の家族と共に移動した。「ゴッド・ファーザー」は、効率化および警察の強襲に備えるために、彼の管理する麻薬取引を分割することに決めた。麻薬取締局にまだ知られていないか、まだ有名でなかったボスによって密かに送り返されている間に、ある意味で、彼はメキシコの麻薬ビジネスを民営化した。フェリクス・ガジャルドは国の麻薬組織のトップをアカプルコのリゾート地に広場や地域を指定して招集した。そして、ティファナ・ルートはアレジャノ・フェリックス兄弟に、シウダー・フアレス・ルートはカリージョ・フエンテス・ファミリーへと引き継がれ、ミゲル・カロ・キンテロはソノラ回廊を経営した。タマウリパス州のマタモロスの支配は丸ごとフアン・ガルシア・アブレゴに引き継がれ、後のガルフ・カルテルとなった。ホアキン・グスマンとイスマエル・サンバダ・ガルシアは太平洋の沿岸活動買収し、後のシナロア・カルテルとなった。グスマンとザンバダはベテランのヘクトール・ルイス・パルマ・サラザールを呼び戻して手を組んだ。フェリクス・ガジャルドは重要なコネクションは維持したままであり、まだ国家の活動を監視する予定であったが、ビジネスの詳細までは把握しきれなくなっていた。フェリクス・ガジャルドは1989年4月8日に逮捕された。彼の逮捕は、より大きな力への貪欲な欲求によって、新しく作られ独立したカルテル間の対立を刺激した。

### 現在のカルテル

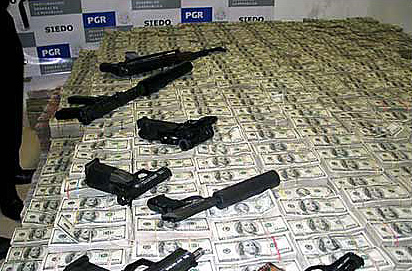
DEAに摘発されたカルテルの札束と武器

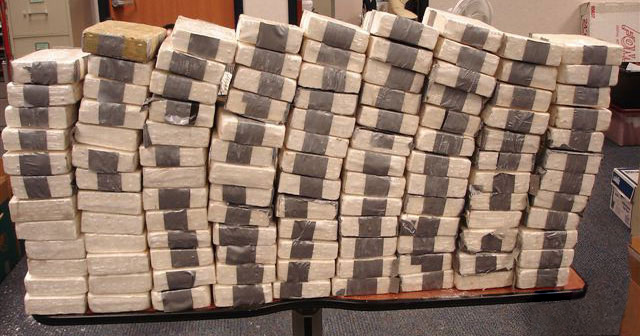
ラ・ファミリア・カルテルが取引していたコカイン

麻薬カルテル間の同盟もしくは協定は脆く、緊張していて、一時的なものであることが示されている。2010年2月から、主要なカルテルは2つの派閥に連携された。一つは、フアレス・カルテル、ティファナ・カルテル、ロス・セタスおよびベルトラン・レイバ・カルテルによって統合され、もう一つはガルフ・カルテル、シナロア・カルテルおよびラ・ファミリア・ミチョアカーナによって統合された。
メキシコの麻薬カルテルは、アメリカにおける流通ネットワークを拡大するために、アメリカのストリート・ギャングやプリズン・ギャングとの協力関係を強化している。
その他、マフィアやコロンビアの元右翼ゲリラなど、さまざまな犯罪組織と協力関係があると言われている。
2024年現在の麻薬カルテルの勢力順位
| 順位 | 組織名                       | 設立   | 設立者                                                                          | 状態   | 現在のリーダー                       | 別名            | 活動地域 |
| ---- | ---------------------------- | ------ | ------------------------------------------------------------------------------- | ------ | ------------------------------------ | --------------- | -------- |
| 1    | ハリスコ新世代カルテル       | 2007年 |                                                                                 | 活動中 | ネメシオ・オセゲラ・セルバンテス     | エル・メンチョ  | 27の州   |
| 2    | シナロア・カルテル           | 1960年 | ホアキン・グスマン(D) ヘクター・エル・グエロ・パルマ (D)                        | 活動中 | イスマエル・サンバダ・ガルシア       | エル・マヨ      | 21の州   |
| 3    | ノレエステ・カルテル         | 2014年 |                                                                                 | 活動中 |                                      | El Huevo        | 5の州    |
| 4    | ラ・ファミリア・カルテル     | 1980年 | ナザリオ・モレノ・ゴンサレス (†)                                                | 活動中 |                                      | El Pez El Fresa | 3の州    |
| 5    | ベルトラン・レイバ・カルテル | 2008年 | マルコス・アルトゥーロ・ベルトラン＝レイバ (†) カルロス・ベルトラン・レイバ (D) | 活動中 | ファウスト・イシドロ・メザ           | El Chapo Isidro | 3の州    |
| 6    | ティフアナ・カルテル         | 1980年 |                                                                                 | 活動中 | エネディナ・アレジャノ・フェリックス | La Narcomami    | 2の州    |
| 7    | ユナイテッド・ウォリアーズ   | 2011年 |                                                                                 | 活動中 |                                      | El Chucky       | 2の州    |
| 8    | ヌエバ・プラザ・カルテル     | 2018年 |                                                                                 | 活動中 |                                      | El 85           | 2の州    |
| 9    | ラ・ウニオン・テピト         | 2010年 |                                                                                 | 活動中 |                                      | El Buzz         | 2の州    |
| 10   | フエルサ・アンチ・ユニオン   | 2016年 |                                                                                 | 活動中 |                                      | El Lucas        | 2の州    |
| 11   | フアレス・カルテル           | 1970年 |                                                                                 | 活動中 | フアン・パブロ・レデスマ             | El J.L          | 1の州    |
| 12   | ロス・バイアグラス           | 2014年 |                                                                                 | 活動中 |                                      | El Gordo        | 1の州    |
| 13   | スル・デル・カルテル         | 2014年 |                                                                                 | 活動中 |                                      |                 | 1の州    |

### シナロア・カルテル
シナロア・カルテルは2003年3月にガルフ・カルテルのリーダーであるオシエル・カルデナス・ギジェンが逮捕された後、南西テキサスの密輸ルートの支配権を求めてガルフ・カルテルと争い始めた。2006年にシナロア州の太平洋沿岸に位置するいくつかのグループの間で協定が結ばれ、その結果「連邦」が形成された。シナロア・カルテルはメキシコの最重要指名手配犯であり、フォーブズ・マガジンによって10億ドルの資本を有していると見積もられ世界で701番目の富豪であるとされるホアキン・「エル・チャポ」・グスマンによって指導される。2010年2月に、ロス・セタスとベルトラン・レイバ・カルテルに対抗するために新しい同盟が作られた。2010年5月にメキシコとアメリカのマスコミが発表した多数のレポートでは、シナロア・カルテルはメキシコの連邦政府と軍隊に組織の人員を浸透させて、他のカルテルを破壊するためにそれと共謀したと主張している。コリマ・カルテル、ソノラ・カルテル、ミレニオ・カルテルは現在シナロア・カルテルの枝である。

### ロス・セタス
ガルフ・カルテルの組長であったオシエル・カルデナス・ギリェンが創設。元特殊部隊隊長のアルトゥーロ・グスマン・デセナ大尉が元同僚や部下の隊員を次々に高給で引き抜き、武装も強化。戦闘力を飛躍的に高めた。セタスとはこのグスマン大尉が連邦司法警察に属していた頃の無線コード「Z」（市街地・前線担当）にちなんでいる。メキシコの多くでガルフ・カルテルの麻薬取引の支配に役立ち、オシロス・エル・カルデナス・ギリェン逮捕後、北の都市でのカルテルの影響力を維持するために戦った。前シナロア・カルテルの指導者であったベルトラン・レイバ兄弟と取引し、2010年2月に旧雇い主でありパートナーでもあったガルフ・カルテルのライバルとなった。
殺戮行為は残虐を極め、警官、敵対組織の売人、麻薬組織を批判した弁護士、麻薬栽培を拒否した農民等相手を選ばず殺害、死体を損壊した上に「Z」の刻印をして路上に晒すなどの事件を頻繁に繰り返している。戦闘力は単なる麻薬組織の私兵のレベルにとどまらず、高性能のボディアーマー、ヘリコプター、機関銃、対空ミサイル、自作の装甲車や半潜水艇まで所有している。傘下には専門の盗聴・無線傍受部隊や情報収集組織を配置している。

### ベルトラン・レイバ・カルテル
ベルトラン・レイバ兄弟がシナロア・カルテルで以前提携していたロス・セタスと2008年に同盟関係となった。2010年2月から、メキシコの他のすべての麻薬カルテルに対してロス・セタスと共に戦っている。

### ラ・ファミリア・カルテル
ラ・ファミリア・ミチョアカーナはミチョアカン州を基盤としている。以前はガルフ・カルテルおよびロス・セタスと同盟を組んでいたが、ラ・ファミリアは今は分裂して独立した組織となっている。2010年2月、ラ・ファミリアは、ロス・セタスとベルトラン・レイバ・カルテルとの同盟に対抗してガルフ・カルテルとの同盟を作り上げた。

### ガルフ・カルテル
ガルフ・カルテルは、その名の通りメキシコ湾に面するタマウリパス州のマタモロスを基盤としている。禁酒法時代から続く歴史の古い犯罪組織とされるが、近年でもメキシコの2つの有力なカルテルのうちの1つである。1990年代後期に、ロス・セタスと呼ばれる暗殺者集団を個人的な傭兵軍として雇い入れ、2006年には正式なパートナーとして格上げした。しかし、2010年2月にロス・セタスとの同盟は解消され、両組織はタマウリパス州のいくつかの都市境界全域での広範囲に及ぶ暴力事件に携わり、いくつかの境界の町を「ゴーストタウン」に変えた。

### フアレス・カルテル
フアレス・カルテルは、毎年メキシコからアメリカへと入っている、何億ドルもの価値のある違法麻薬の主要な密輸ルートの1つを支配している。1990年代にアマド・カリージョ・フエンテスがアメリカへの麻薬ルートの構築に成功。1997年に没後は、実子のビセンテ・カリージョや親戚のビセンテ・カリージョ・フエンテスらが組織を引き継いだ。2007年以降、フアレス・カルテルはその旧パートナーであるシナロア・カルテルとのシウダー・フアレスを巡る猛烈な戦闘によって身動きが出来なくなっている。ラ・リネアはフレアス・カルテルの武装勢力として働く、メキシコの麻薬密売集団およびチワワ州の腐敗した警官による組織である。ビセンテ・カリージョ・フエンテスはフレアス・カルテルの頭である。

### ロス・ネグロス
ロス・ネグロスは、政府の治安部隊およびロス・セタスに対抗するために作られたシナロア・カルテルの武装勢力である。現在はエドガー・バルデス・ビジャレアルの組織で働いていたが、ビジャレアルの逮捕により解体された。

### ティフアナ・カルテル
アルジャノ・フェリクス・ファミリーのカルテルであるティフアナ・カルテルは、バハ・カリフォルニア州を中心にバハ・カリフォルニア・スル州そしてアメリカ領カリフォルニアを勢力圏としている。一度はメキシコで最も強い勢力の一つとなったが、数人のマフィアの頭が逮捕されて困難に陥った。ティフアナ・カルテルはガルフ・カルテルと短期間の同盟を結んだ。それは、頻繁にメキシコの軍事衝突の標的となり、より小さなグループに浸透しているかもしれない。伝えられるところによれば2003年にティフアナ・カルテルはオアハカ・カルテルと協力関係を結んだ。

### ハリスコ新世代カルテル
ハリスコ新世代カルテルは2009年にシナロア・カルテルの下部組織であったミレニオ・カルテルから分裂した麻薬カルテルの一つであり、創設者にして現在のリーダーであるネメシオ・オセゲラ・セルバンテス(エル・メンチョ)は元警察官である。この組織は設立から10年足らずでメキシコの32州ある州の23州で影響力を持ち、さらにはメキシコと国境を接するアメリカや中央アメリカ、さらには南米、オーストラリア、ヨーロッパ、アジア、アフリカにまで活動範囲を拡大させた。
軍隊並みの装備を揃えており、近年ではドローン兵器を保有していることも判明している。

## 軍事組織化
ロス・セタスの登場以降、シナロア・カルテルやガルフ・カルテルなど他の麻薬カルテルも軍隊式の重装備や戦闘員の募集をする傾向がある。前述の通りロス・セタスの創設に関わっていたのはメキシコ軍特殊部隊の元隊員であり、彼らの多くはアメリカやイスラエルで戦闘訓練を受け、アメリカ陸軍米州学校において尋問や不正規戦について学んでいた。
また、カルテルの軍事組織は、カルテルの構成員たちを殺し屋および戦闘員として養成する訓練キャンプを運営しており、ここで脱落したものは売人や見張りなど戦闘に関わらない仕事に回されるという。ロス・セタスの訓練キャンプの場合、教官は元メキシコ軍のセタス構成員の他はグアテマラの特殊部隊「カイビレス」の出身者やコロンビア人の傭兵など中南米出身の戦闘技能者が中心だったが、彼らもまたアメリカ合衆国など西側諸国により訓練・支援を受けた者たちだった。
カルテルが軍事組織化したことにより前述の通り暗殺、誘拐、拷問が常態化したほか、麻薬における収益に飽き足らず武力に物を言わせてメキシコの活動地域を「領地」とし、果てはその地域の石油資源や鉱山資源の略奪・密売を行うといった行為も可能になり、メキシコ政府は取締を迫られている。

## 銃の密輸

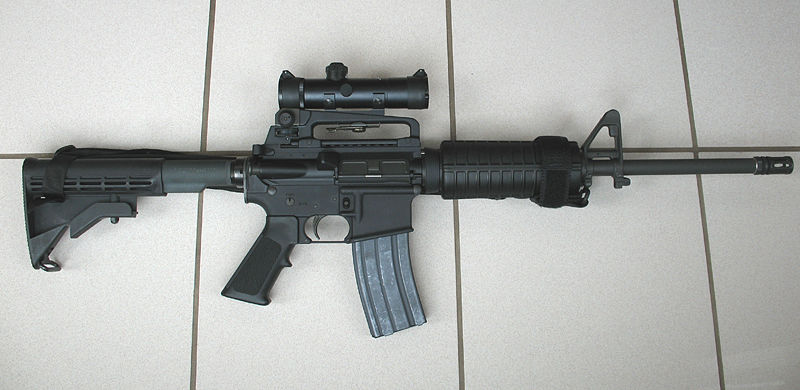
コルト・ファイヤーアームズ製 AR-15 A3 タクティカル・カービン

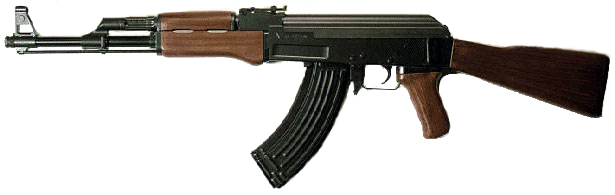
AK-47 スタイル・ライフル(現地ではCuerno de chivo（ヤギの角）と呼ばれている)

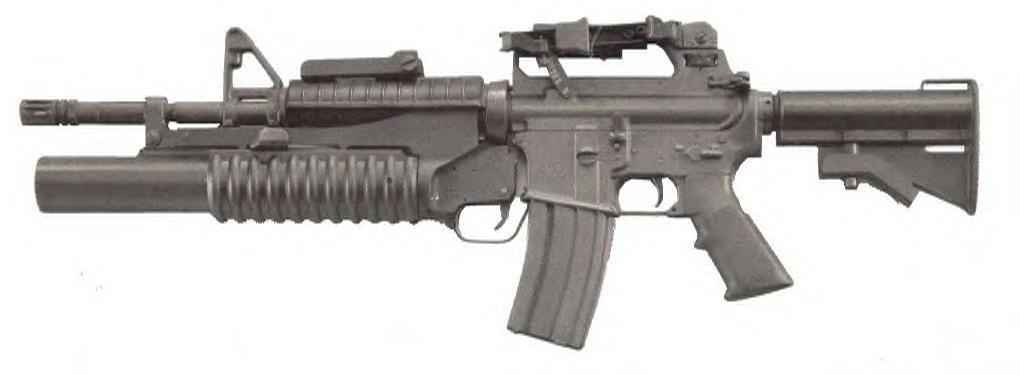
M4カービンとグレネード・ランチャー

メキシコ人には、銃を保有する憲法上の権利がある。しかし、軍によってコントロールされているために、メキシコシティにある一つのガンショップから合法的に購入するのは非常に難しい。麻薬カルテルは、アメリカもしくはグアテマラの国境を通るか、船便か、もしくは軍や警官から盗んで銃を密輸する。そのため、闇市場によって銃が広く流通している。多くの銃は犯罪歴の無い女性によってアメリカで購入され、親戚や恋人、知り合いなどを通じて密輸人の手に渡り、2、3丁ずつメキシコへ密輸される。密輸される銃の最も一般的なタイプは、AR-15やAK-47などの自動小銃、FN Five-seveN自動拳銃、その他さまざまな50口径のライフルが含まれる。AR-15およびAK-47は、メキシコで押収される前にアメリカで半自動（セミオート、引き金を引いても1発しか発射されない）の設定で購入されているが、それらはフルオート（連射）ができるように改造されていた。2009年、メキシコは4,400丁以上のAR-15およびAK-47の密輸をつかんでおり、内30%のAK-47はフルオート射撃が可能なように改造するために選ばれており、事実上アサルトライフルを製作しているようなものであった。
また、複数の報告によると、治安部隊に対してグレネード・ランチャーが使われており、少なくとも12丁のM4カービンとM203 グレネードランチャーが押収された。いくつかのこれら強力な武器と関連したアクセサリーは、米軍基地から盗まれた物である可能性があると考えられている。しかしながら、大部分の米軍グレードの手榴弾のような武器と対戦車ロケットは、中央アメリカやアジアでの戦争で残った、大量に供給された武器がカルテルによって獲得されたとも考えられる。2003年から2009年の間に150,000のメキシコ軍兵が逃亡したと報告されている。換言すれば、毎年メキシコ軍の約1/8が逃亡している事になり、これらの逃亡者は、政府から支給されたアメリカ製の自動小銃も一緒に持ち去っている。

### 銃の起源
アメリカ政府は主にATF、ICE (en)およびアメリカ合衆国税関・国境警備局を通じて機材提供や訓練を行ってメキシコの技術を援助している。Project Gunrunner (en)は、メキシコ当局の協力とAFTの努力の一部分であり、その肝要は、アメリカに合法的に輸入されたか、アメリカで製造された銃を探すことを容易にするコンピューター・システムであるeTrace (en)を拡大させる事であった。
1992年以降（そして2009年）、米国議会調査部 (en)は、ATFの追跡システムはシステム操作上、法的な執行機関が個々の銃の所有履歴を確認することを助け、その統計を集めるようにはなっていなかったと述べた。とは言え、2008年の2月にはAFTのフィールド・オペレーションの次官であったウィリアム・フーバーは、アメリカ中の様々な出所に由来するメキシコへの銃の密輸の90 %以上を回収したことを議会で証言した。しかしながら、2010年9月にアメリカ合衆国の監査官局 (OIG, en)によるチェックによって、ATFは「メキシコの銃犯罪のごく一部にのみ適応したために議会での90 %という数字の言及は紛らわしくありえた」と認めた。この2010年のOIGによる調査の間、ATFは、製造されるか輸入されるかしたことが判明している、アメリカに提供されたされたメキシコの銃犯罪に関する割合の情報の更新をすることが出来なかった。そして、2010年11月にAFTに関するOIGの分析結果によると、27から44 %と非常に低い数字であったことが示唆された。OIGによるATFのデータの分析によって、メキシコにおける銃拡散を追跡する試みは成功ではなかったと結論付けられた。カルテルによって使われる軍用品や銃はアメリカが唯一の供給元であるわけではない一方で、カルテルの使う銃の供給元はかなりの割合でアメリカの銃販売店その他から供給されていることが確認された。銃の密売人がしばし麻薬密売人と同様のルートを使うことも確立されており、さらに、ATFはメキシコのカルテルが銃と軍用品をグアテマラからメキシコへ輸送している事を発見した。
メキシコからの追跡要請の数は2006年度以降増加したが、メキシコに押収された銃の大部分は追跡されなかった。さらに、メキシコからの大部分の追跡要請は、最初に銃を売った銃商人の特定に成功せず、追跡の成功率はProject Gunrunnerの開始以降減少した。成功していた大部分のメキシコの銃犯罪の追跡要請は、早まった、そして限られた調査の前例を生み出すために使われた。アメリカのOIGの役員によって面談されたメキシコの捜査当局の上官は、追跡情報の通常の規定が限られており、ATFが銃の追跡の価値をメキシコ当局に十分に伝えていなかったために、銃の追跡が重要な捜査ツールであると見ていなかった。
ATFもしくはメキシコの警官が追跡情報を即座に収集できなければ、それは利用できなくなる。メキシコの法律によれば、メキシコ政府に押収されたすべての銃は48時間以内にメキシコ軍に引き渡されなければならないとされている。メキシコ軍が銃の保管を行った後、ATFまたはメキシコ連邦警察は追跡を開始するために必要な情報を集めるためのメキシコ軍との早い接触を行えそうにないということが明らかとなった。OIGの役員に面談されたメキシコ軍職員は、メキシコ軍の役目は武器を保管することであり、彼らは輸送調査を支援する特別な権限を有していないと述べた。武器にアクセスするためには、ATFの職員は各々の銃のためにメキシコの司法長官へと正式に要請しなければならず、アクセスを必要とする詳細な理由を挙げ、要請された情報がメキシコの犯罪捜査に必要であることを証明することで、やっと銃のシリアル番号や種類が提供される。しかし、もしATFが銃の種類とシリアル番号を持っているならば、ATFの職員は銃へのアクセスを要求する必要はない。多くの武器が、基本的な情報が収集される前に軍に引き渡されるため、多くの武器に関する情報は追跡に利用されず、大多数のメキシコの銃犯罪に用いられた銃の追跡がされていない。レポートによると、追跡データの質の悪さとその結果生じる高い失敗率は、トレーニングの不十分さを示唆しており、トレーニングは間違った人々に提供されたか、もしくはメキシコ警察の銃犯罪追跡に関する他の未確認の問題がある。
2010年11月にリリースされたOIGの最終報告では、ATFがメキシコの警察当局に銃追跡の価値を伝えることが出来なかったため、彼らは押収された犯罪に使われた銃から情報をたどる努力を優先させてeTraceへと入力することはありそうにないと結論付けた。これは、メキシコ中でのスペイン語のeTraceを配備しようとするATFの計画の妨げとなっている。メキシコでの追跡の拡大がProject Gunrunnerの基礎であるため、現在、ATFのGunrunner戦略の実施の成功のためのかなりの障壁となっている。OIGの報告もまた、メキシコ政府機関からの要請の支援と多くのトレーニングに応じることが出来ず、メキシコ当局からの情報要請をATFが未処理にしていたことが、メキシコの警察とAFTとの間での調整を阻害したと報告している。追加で、ATFがメキシコでのProject Gunrunnerの使命を完全に施行するための職員をメキシコのオフィスに置かなかったか構築しなかったことも判明した。
2009年、メキシコは彼らが305,424丁の押収された銃を保持していることを報告したが、2007年から2009年の間に追跡のためにATFに提出されたデータは、69,808丁の取り戻された銃の分だけであった。この押収物とトレースの差は、銃の権利団体が、大多数のメキシコの違法な銃が本当にアメリカから来たものなのかという問題を提言するような統計である。

### アメリカの銃密売における傾向
およそ78,000人の銃のディーラーがアメリカにはいるが、銃が示す窃盗と個人的な売上高は、認可されたディーラーよりも、銃犯罪に使われた銃は密売人による物の方が大きい。銃の密輸業者は強要させることも知られており、半自動のアサルトライフルおよび他の銃は銃ショップもしくは銃ショー (en)で購入するために市民もしくはアメリカの住民に支払われ、それからカルテルの代理人に譲渡される

。この交換はen:Straw purchaseとして知られている。
現在、コンピューター上での国家による銃の登録はアメリカに無い。しかし、銃の追跡システムは、個々の氏名と住所の記録を自動的に登録するなど、部分的に自動化されているとともに、情報を確認している。ATFの職員は、はじめ製造、モデル、シリアルナンバーによってナショナル・トレーシング・センター (en)で最初に5つのデータベースについて照会する。その上、職員は100以上のメーカー、輸入業者および卸売業者を自動化されたインターフェイスであるもう一つのコンピューターシステム(アクセス2000)を使用する。もしこれらの方法が銃を特定する助けとならないのならば、職員はメーカーまたは輸入業者に電話をかけ、コンピューターによって最初にサプライチェーンを下って進め、それから電話し、最後の手段として徒歩や手紙を使う。銃の追跡はほとんど、最初の小売販売店以外では実際の書面や追跡に依存している。職員は始めの容疑者（購入者）を越えて銃の処理を追跡することは滅多にしないが、銃は最初の購入以来何度か売買されたかもしれない。探し出された銃の平均年齢は10年以上であり、メキシコで押収された銃には15年物もある。
メキシコへの途中に見つけられたルーマニアで製造されたAK-47の多くが、キットとしての部品かもしくは全ての銃として、アメリカが半自動アサルトライフルの輸入を禁止しているにもかかわらずヨーロッパからアメリカへ輸入されたと報告している。他のタイプは2009年にも回復された。例えば、バイオレンス・ポリシー・センター (en)によると、2009年の1月1日から6月30日までに中国の中国北方工業公司製56式自動歩槍が281丁メキシコで押収された。しかしながら、中国製の銃の輸入は1994年5月からアメリカによって禁止されている。

### 法律
アメリカ合衆国下院外交委員会では、メキシコへの違法な銃の流れを止めるためのATFの資源を増やすために7350万ドルを3年に渡って使用されることを認める請求 (H.R. 6028)が承認された。議員はアメリカの銃輸送ネットワークの連邦取締りProject Gunrunnerのために、1,000万ドルの経済刺激政策を含ませた。この努力の一部として、ATFは追跡の「黄金の基準」として、ウェブ上での登録に言及したことにおいて、完全なアメリカの銃登録の経路の概略説明をした。
2009年6月、代表のコニー・マックは、メキシコ国境上の連邦捜査官の数を増やすように要求した。アメリカ大統領のバラク・オバマは、アメリカ大陸中で小銃の密売を抑制するための、CIFTA (en)として知られているアメリカ大陸間の条約を批准するための提案を行った。条約は、無許可の銃の製造と輸出を違法にし、武器の密輸を止めるために、異なる国の国境線上の警察の間で情報を共有するための方法を確立し、厳しいライセンス条件を採用して追跡がより簡単な銃の製造を行うことを、西半球の国に求める。
2010年10月、バイオレンス・ポリシー・センターからのスポークスマンは、例えば1968年の銃器規制法のような既存の銃規制法を制定することによって、購入者への外国製の対人殺傷用銃器の販売を制限する重要な進歩になると断言した。

### 武器の起源
| 銃器                                               | 主要なソース                                                                 |
| -------------------------------------------------- | ---------------------------------------------------------------------------- |
| AK系(半自動)                                       | アメリカ                                                                     |
| AK系(フルオート可)                                 | 中央アメリカ、南アメリカ、中東、アフリカ、中央アジア、南アジア、東アジア     |
| AR-15(半自動)                                      | アメリカ                                                                     |
| M16(フルオート可)                                  | おそらくベトナム                                                             |
| 破片手榴弾 M61手榴弾/M67手榴弾/マークII手榴弾/K400 | 中央アメリカ、韓国イスラエル、スペイン、旧ソ連圏、グアテマラ、ベトナム、不明 |
| RPG-7 /M72 LAW / M203 グレネードランチャー         | アジア、中央アメリカ/グアテマラ北朝鮮                                        |
| バレットM82対物狙撃銃                              | アメリカ                                                                     |
| M2カービン (フルオート可)                          | ベトナム                                                                     |

アメリカの市民メディアによるいくらかの推測では、イスラム教徒のテロ集団は、メキシコの麻薬カルテルを支持しているかもしれない。しかしながら、メキシコの元国家安全顧問および前国連大使のアドルフォ・アギラル・シンセル (en)や国家安全調査局(CISEN、メキシコの情報機関）の責任者であるエドワルド・メディナ＝モラ・イカサ (en)、現在の司法長官は、外国のテロ集団がメキシコの犯罪組織と接触した兆候がなく、イスラム教徒のテロ集団がメキシコに居合わせていると思うような理由がないことを注意した。

## メキシコへの影響

### 暴力

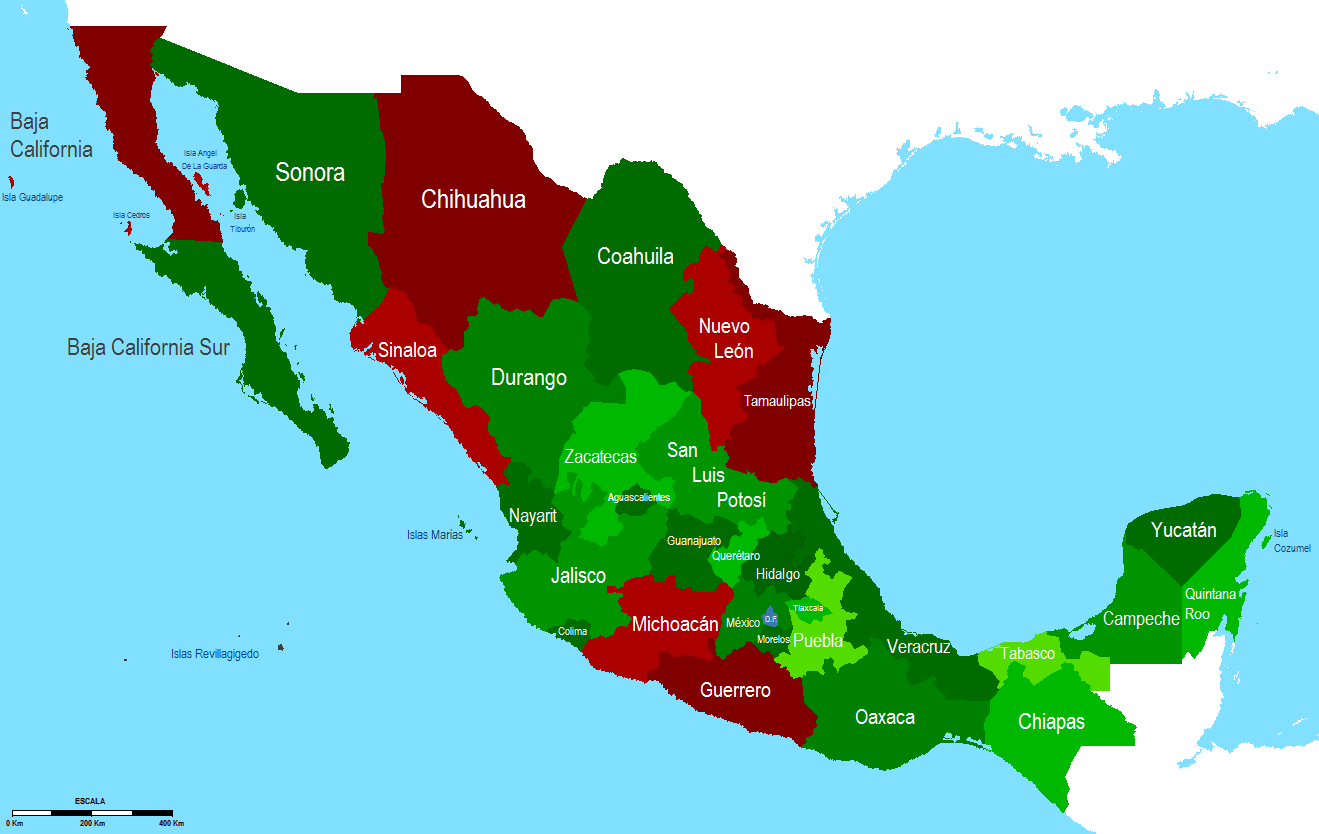
多数の衝突が起こっている州が赤色で示されている。

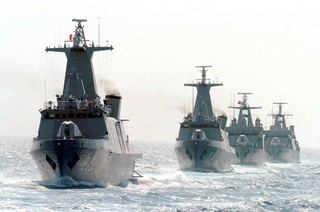
メキシコ海軍による太平洋沿岸の海上パトロール

司法長官のオフィスは犠牲者の10人中9人が組織犯罪グループのメンバーであり、軍や警察の人員の間での死者は全体の7%であると述べた。非常に多くの損害を受けた州はバハ・カリフォルニア州、ゲレーロ州、チワワ州、ミチョアカン州、タマウリパス州、ヌエボ・レオン州およびシナロア州である。カルデロン大統領政府は、特に彼の故郷であるミチョアカン州で麻薬商人と現在戦っているが、ハリスコ州とゲレーロ州においてより多くの活動が行われており、2009年にはソノラ州において麻薬関係の暴力事件が増加している。
2006年12月24日にバハ・カリフォルニア州のエウジェニオ・エロルドゥイ (en)知事は、連邦政府と州の協力のもとで彼の州で行われている活動と類似した活動を行うことを宣言した。この活動は2006年12月下旬に国境の町ティフアナ市で始まった。
2007年1月までに、これらの様々な活動はチワワ州、ドゥランゴ州、シナロア州からなるいわゆる「黄金の三角地帯」と同様にゲレーロ州にも及んだ。2月にはヌエボ・レオン州およびタマウリパス州も同様に含まれた。犯罪組織は増加する圧力に対して、タマウリパス州ヌエボ・ラレドの代議員の暗殺未遂事件を起こした。
2007年10月初頭、アメリカの麻薬対策局長は、この麻薬戦争がアメリカにおける麻薬取引に著しい影響を及ぼしたことを示す数字を発表した。アメリカ国内の37の都市において、コカインの平均純度が11%低下しながらも価格は50%も上昇した。これは麻薬戦争によってコカインの供給量が激しく減少した証拠である。
2006年12月のカルデロン大統領就任以来、押収された麻薬と逮捕者数は跳ね上がった。メキシコは、全てのプライベート飛行機にグアテマラとの国境の町チアパス州タパチュラもしくはカリブ海沿岸にあるコズメル空港に点検のため立ち寄ることを強制するアメリカの新しい法律に従い、100人以上を引き渡し、一部では過去1年半の間に270機以上の飛行機を差し押さえたと言われている。
2008年7月10日、メキシコ政府は、麻薬密売との戦いにおいて、軍隊の役割を減らして連邦警察の力を倍近い大きさにする計画を発表した。Comprehensive Strategy Against Drug Traffickingとして知られるこの計画はまた、地方警察から汚職警官を追放することが必要である。計画の要素は既に動き出しており、麻薬戦争の軍隊への依存を減らすことを目的として大規模な警官の補充と訓練を含んでいる。
2008年7月16日、メキシコ海軍は、オアハカ州の南西200キロの地点を移動していた全長10メートルの潜水艦を取り押さえた。強襲において、特殊部隊はヘリコプターから潜水艦のデッキへと懸垂下降し、彼らが船を自沈させる前に4人の密輸業者を逮捕した。船からは5.8トンのコカインが発見され、船はメキシコ海軍の巡視艇によってオアハカ州のウアツルコ (en)まで曳航された。
カルデロン政権下のメキシコでは、政府がカルテルに損害を与えることに成功しているにもかかわらず、国の治安がより悪化しているかのように見えるというパラドックスを抱えている。うなぎ上りに増え続ける麻薬関係の殺人の総数は、治安悪化の最も明確な兆候とされる。暴力は脅迫と恐怖によっても拡大した。警官の名前が記された暗殺リストの発見がされ、アメリカの国境沿いにある多くのメキシコの都市でますます暴力が常態化した。そのリストに名前が記された警官にも暴力が常態化した。その上、麻薬密売組織は国中の都市の高速道路の上に大きな旗を掲げ始めた。旗の多くは、ライバルに対する脅し、もしくは地方および連邦官僚に支えられた特定の犯罪グループであることを告発している。北メキシコでは、ロス・セタスへと脱離する警官や兵士に対して、より良い器材と高い賃金を与えるという新人採用の旗が現れた。
この対立がエスカレートした原因の一つに、密売人たちが彼らのテリトリーを要求し、恐怖を拡大するために新たな手法を使用したことが挙げられる。カルテルのメンバーは、処刑の動画をYouTube上に公開し、混雑したナイトクラブに体のパーツを投げ込み、一般道に旗を掲げた。2008年9月15日にはモレリアで2008年モレリア手榴弾攻撃事件が起こり、混雑した広場に二つの手榴弾投げ込まれて10人が死亡し100人以上が負傷した。これらの事件は、麻薬カルテルの取り締まりを命じられているメキシコ政府の職員の士気を奪うことを目的としていると見られている。別の意見としては、誰が戦争に勝利しているかを市民に知らしめるためであると見ている。少なくとも1ダースのメキシコのノルテノ・ミュージシャンが殺害された。犠牲者の大部分は、ナルコ・コリード (en)として知られる、メキシコの麻薬取引の物語を語るフォークソングを演奏しており、フォークの英雄としてリーダーは褒め称えられていた。
極端な暴力はメキシコへの対外投資を危うくしており、財務大臣のアグスティン・カルステンス (en)は、治安の悪化だけによって、ラテンアメリカで2番目に大きな経済規模を持つメキシコの国内総生産は毎年1%減少させられていると述べた。
シウダー・フアレスでは住民の4分の1がPTSDになっている。

### 当局の腐敗
メキシコのカルテルは、活動の一つとして裁判官を腐敗させるか脅迫するかしている。国際麻薬統制委員会 (INCB)は、メキシコは近年腐敗を減らすために協調した努力を行ったものの、深刻な問題はそのままであると報告した。連邦調査機関 (AFI)のエージェントの幾人かはシナロアカルテルのための暗殺者として働いていると信じられており、司法長官 (PGR)は2005年12月に、AFIの7000人のメンバーの内1500人近い人数が容疑者として取り調べられ、内457人が嫌疑を受けたと報告した。
近年、連邦政府はヌエボ・ラレド、ミチョアカン、バハ・カリフォルニアおよびメキシコシティで警官の起訴と追放を実施した。2006年12月にカルデロン大統領によって開始された反カルテル運動には、警察もまたカルテルのために働いているという懸念があるため、所々で警官の武器の弾道チェックも含まれる。2007年6月、カルデロン大統領は全31州および連邦直轄地から284人の連邦警察の指揮官を追放した。
「クリーンアップ・オペレーション」のもとで、2008年に数人のエージェントと高官が逮捕され、情報を売ったもしくは麻薬カルテルの保護を受けたとして告発された。いくつかの目立つ逮捕としては、連邦警察の署長であったビクトル・ヘラルド・ガライ・カデナや組織犯罪対策部 (SIEDO en)の元部長であったノエ・ラミレス・マンドゥジャーノ (en)、元インターポールのメキシコ事務所長だったリカルド・グティエレス・バーガスなどがある。2009年1月に、元インターポールのメキシコ事務所長だったロドルフォ・デ・ラ・ガルディア・ガルディアが逮捕された。ちょうど2009年7月5日に連邦下院議員に選ばれたフリオ・セサル・ゴドイ・トスカーノは、麻薬カルテルのラ・ファミリア・ミチョアカーナの幹部であることが告発された。彼は現在、逃亡している。
2010年5月、ナショナル・パブリック・ラジオは、アメリカおよびメキシコのメディア、メキシコの警察当局、政治家、研究者その他を含む何十もの情報源から主張を集めて、シナロア・カルテルが贈収賄およびその他の手段でメキシコの連邦政府と軍隊に浸透し堕落させたと報告した。その報告書はまた、シナロア・カルテルが他のカルテルを破壊し、自分たちとそのリーダー「チャポ」を保護するために政府と共謀したとしている。メキシコ当局は、麻薬カルテルに対する政府の処遇に関して、いかなる贔屓もないと否定した。以前に「なぜなら、カルテルのメンバーが司法長官のオフィスなどに浸透し、カルテルを起訴する立場である司法当局を腐敗させたからである」と報告されているように、カルテルを訴追することは困難である。

### 人権への影響
アメリカのメキシコにおける薬物統制の方針は、メキシコ経由での麻薬の密売を防ぎ、腐敗や暴力、恐怖をもたらしメキシコの人権状況に悪影響を与えた麻薬カルテルの力を削ぐという立場を取っている。これらの方針は、軍隊に一般人の薬物統制に対する責任を負わせ、反麻薬運動および治安維持を行うだけでなく、法律制定に関する力も有している。アメリカ合衆国国務省によって、メキシコの警察と軍隊は、彼らが麻薬カルテルと戦う政府の努力を行ったことによって深刻な人権侵害を犯していると非難された。強大な力を持つ行政府と、腐敗した立法部と司法部もまた、メキシコの人権問題を深刻化させるのに寄与しており、その帰結として、拷問と脅迫を通じた警察による基本的人権の侵害や、基本的人権を守り維持すべき司法の無効化などの問題に至っている。人権組織によって示される人権侵害の形のいくつかは、違法逮捕や秘密かつ長期の拘留、拷問、強姦、法廷での手続きを踏まない死刑、証拠の偽造などが含まれる。アメリカの麻薬に対する方針は、高地位の密売人をターゲットにすることに失敗した。1970年代には、コンドル作戦 (en)の一部として、メキシコ政府は、麻薬の生産と左翼の反乱に苦しめられていた北メキシコの非常に貧しい地域に10,000人の兵士および警察を送った。何百人もの農民が逮捕され、拷問され、投獄されたが、重要な麻薬密売人は1人も捕まえることが出来なかった。
しばし無秩序で責任のない連邦調査機関の出現もまた、人権侵害の発生に関与している。メキシコの連邦調査機関 (AFI)が拷問と腐敗を含む多数の人権侵害案件に関与していたことが分かっている。1つの有名なケースは、AFIエージェントの抑留による、抑留者ギレルモ・ベレス・メンドーサの死亡がある。彼の死にかかわったAFIエージェントは逮捕されたが、彼は保釈によって解放された後に逃亡した。同様に、ほぼ全てのAFIエージェントは、不正な行政官と司法システム、そしてこれらの機関の優越性のために逮捕と処罰を免れた。2005年12月、司法長官の事務所は、その所員の5分の1が犯罪活動の取り調べ中であり、7,000人のAFIエージェントの内1,500人近くが犯罪活動の嫌疑で取り調べを受け、内457人が告発に面していると報告した。AFIはついに失敗であったと宣言され、2009年に解散した。
民族差別は麻薬戦争においても現れ、助けを得る事の出来ない原住民のコミュニティーが警察、軍隊、麻薬密売人および司法システムによって標的とされた。メキシコの国家人権委員会 (CNDH en)によると、2001年におけるメキシコの原住民の囚人のほぼ3分の1は、大部分が麻薬犯罪に関係する連邦犯罪によって収監されていた。
もう一つの主な懸案は、アメリカのレイリー法 (en)の実現の不足であり、それがメキシコの人権状況を悪化させる結果になっている。この米国法によって、人権侵害を犯したと確かに申し立てられた外国の治安部隊の集団もしくはメンバーは、米国の保安トレーニングを受けることが無いかもしれない。アメリカは、メキシコにおける軍隊と警察のトレーニングはレイリー法に違反していると主張している。このケースでは、アメリカのメキシコ大使館における人権と薬物統制プログラム担当の職員は、これらの違反を助け、教唆しているとして非難される。1997年12月には、重装備のメキシコ特殊部隊兵士の一団がハリスコ州のオコトランで20人の青年を誘拐した。関係する隊員の内6名は空挺特殊作戦群(Grupo Aeromóvil de Fuerzas Especiales,GAFE)のトレーニング・プログラムの一部として米国でトレーニングを受けていた。

### ジャーナリストとメディアに対する影響
メディアおよび報道機関もまた攻撃を受けた。レポーターは誘拐されて殺され、メキシコのテレビ局であるテレビサのオフィスは爆破された。いくつかのメディアでは、単純に麻薬犯罪の報道を停止した。多くのレポーターは麻薬カルテルによる連絡を受けて脅迫されていた。カルテルはまた、一部の報道機関にも浸透している。PTSDになっている記者もいる。

### 政治家の殺人
2010年、12人の市長がチワワ州、ドゥランゴ州、ゲレーロ州、オアハカ州およびミチョアカン州で殺害された。また、知事の候補者も殺害された。

## 国際的な影響

### 北アメリカ
メキシコ軍はアメリカおよびカナダにコカインを輸送する麻薬カルテルの能力を大きく削ぎ、コカイン価格は1キロ当たり23,300ドルからほぼ39,000ドルにまで高騰したことが2009年にはバンクーバーでのギャングによる抗争の急増を促し（en:2009 Vancouver gang war）、アメリカおよびカナダの麻薬市場はコカインの長期不足を経験した。この圧力の証拠として、アメリカ政府は、2007年初旬から2008年中旬の間に、米国内で押収されたコカインの量が41%減少したと述べた。

#### アメリカ合衆国
アメリカの司法省は、メキシコの麻薬カルテルがアメリカへの最も大きく脅威的な犯罪組織であると考えている。カルデロン大統領就任からの初めの18カ月にメキシコ政府は麻薬戦争において70億ドルを費やした。米国への協力を求めたメキシコの当局は、違法な麻薬取引は分担しての解決が必要な共有問題であると指摘し、大部分の資金がアメリカの麻薬消費者からメキシコの商人へと流れていると批評した。2009年3月25日、アメリカの国務長官ヒラリー・クリントンは「我々の強欲な需要が違法な麻薬取引を焚き付けている」と述べ、「アメリカ合衆国は、メキシコに広まる麻薬によって焚き付けられた暴力に対する責任を分担して負う」とも述べた。アメリカの国務省職員は、メキシコ大統領フェリペ・カルデロンが意欲を見せるアメリカとの共同活動は、保安、犯罪および麻薬の問題について前例がないということを知ったので、アメリカの議会は、2008年6月下旬に、3年間の国際支援計画であるメリダ・イニシアティブ (en)に基きメキシコおよび中米の国に16億ドル分の支援を提供するための法律を可決した。メリダ・イニシアティブは、メキシコおよび中米の国に、国の司法システムを強化するための技術的な助言および、警官のトレーニングや器材を提供しており、現金や武器の供与は含まない。2009年1月、アメリカ軍は、戦争が25年延長されれば、犯罪組織の軍事力の強さのためにメキシコ政府崩壊の原因となりかねず、その対立はアメリカ国境にまで広がりかねないという懸念を表明した。現在、メキシコの麻薬カルテルは既に最も主要なアメリカの都市にも存在している。2009年、「麻薬の流通網を維持するか、卸業者に麻薬を供給している」メキシコの麻薬カルテルが存在している200以上のアメリカの都市を特定し、100以上の都市で3年前から存在していた。
複数の研究者は、麻薬の供給との戦いに対する継続的な支援よりむしろ、需要を抑制するための防止、治療、教育計画に集中するよう提案した。調査では、軍が問題の根本的な原因を無視するために、彼らの麻薬禁止のための努力が失敗すると示された。1990年代中期の間、クリントン政権はRand Drug Policy Research Centerに資金を提供して、重要なコカインに対する政策の研究を注文していた。研究では、30億ドルで連邦および地方警察から治療まで変える必要があると結論付けられた。レポートは、治療が薬物使用を減少させる最も効果的かつ最も安価な方法であると述べた。クリントン大統領の麻薬対策局長室は、膨大な警官への支出を拒否した。ブッシュ政権は、2009年度予算において、薬物治療および防止プログラムの支出を7300万ドルもしくは1.5%減少させることを提案した。
2025年に発足した第2次トランプ政権は、メキシコから流入する合成麻薬フェンタニルの流入阻止を明言。危険なカルテルの活動や米国への薬物流入を抑制する十分な機会を与えたが、両国はこの状況に適切に対処していないと断じて、メキシコからの輸入品に対して一律25%の関税を課すことを発表した。

#### アメリカの死者数および国家の安全
アメリカの当局は、メキシコのカルテルに繋がっている殺人、誘拐、家宅侵入が急増していると報告しており、2008年には少なくとも19人のアメリカ人が殺害された。
アメリカ統合戦力軍は、最悪のシナリオに関して、メキシコの政府とその政治家、警察および裁判の基盤の全てがギャングおよび麻薬カルテルによる継続された攻撃と圧力の下にあり、次の20年でメキシコが突然崩壊することを考慮している。アメリカ統合戦力軍は、この内部対立が次の数年に渡ってメキシコの国家の安定性に大きな影響を及ぼし、単独での国土の安全保障への影響に基き、アメリカへ対応を要求することを懸念している。2009年3月、アメリカ国土安全保障省は、アメリカ＝メキシコ国境を越えて溢れてくるメキシコでの麻薬にかかわる暴力の脅威に対抗するために州兵を使用することを考えていると述べた。アリゾナ州およびテキサス州の知事は、麻薬の密売に対して地方警察が既にそこで支援しており、それらを助けるために州兵の部隊をさらに送るよう、連邦政府に要請した。2010年に起こった、恐らくは麻薬密売人によるものとみられるアリゾナの牧場主ロバート・クレンツ殺害の後、国境上の州兵の需要は大きく増大した。
2009年3月、オバマ大統領は、麻薬、金および武器の密輸を防ぐため、2億ドルを配分し直し、500人以上の連邦捜査官を国境の要点に移動させる計画の要点を述べた。2010年5月25日、オバマ大統領は、メキシコの国境保護と活動の実施を援助するために、アメリカの国境に1,200人の州兵の部隊の配備する許可を与え、さらに、列車に税関と国境保護のための職員を追加する支援を行った。この配備は主に国境に位置する州政府によって、2,000マイルを越える国境線をコントロールするにはさらに1,800人が必要でありこの配備は十分でなく、国境での侵略を止めるための重大な試みと言うよりは政治的なショーであると批判を受けた。

### グアテマラ
メキシコ軍の取り締まりによって一部のカルテルはより安全に活動できる場所を求めて、贈賄による魅力があり、警察力が弱く、密輸の陸路の途中にあるグアテマラの国境の向こうへと追いやられた。密輸業者はグアテマラのジャングルに隠されたプライベートな滑走路に着く小型飛行機から麻薬を取りまとめる。それらの貨物は、メキシコを通ってアメリカの国境線上に移動される。グアテマラは何十人もの麻薬関係の容疑者を逮捕し、巨大な大麻とケシの畑を焼き払ったが、苦戦している。アメリカ政府が高速ボートおよび暗視スコープを地域の麻薬対策への援助に関する一括計画に基いて送付したが、さらに多くを必要としている。2009年2月、ロス・セタスはグアテマラの大統領アルバロ・コロンを殺害すると脅迫した。2010年3月1日には、グアテマラの国家警察の署長と、国の反麻薬当局のトップが麻薬密売に関与した容疑で逮捕された。ブルッキングス研究所の報告では、率先的かつタイムリーな努力が無ければ暴力が中米地域中に広まると警告した。

### ヨーロッパ
メキシコのアメリカとの協力が改善され、アメリカの都市と町で755人のシナロア・カルテルの容疑者の逮捕につながったが、米国市場はヨーロッパのコカイン需要が急速に発展することによって影が差している。現在、ヨーロッパのユーザーは米国市価の2倍を支払っており、コロンビアのギャングは大西洋上の輸送にメキシコの仲介を必要としない。2008年9月17日、アメリカの司法長官は、国際的な麻薬禁止活動であるProject Reckoningが警察組織を含むアメリカ、イタリア、メキシコ、カナダ、グアテマラにおいてコカイン取引に関与している500人以上の犯罪組織のメンバーを捕らえたと発表した。この発表の最も興味深い部分としては、イタリア-メキシコ間のコカイン・コネクションがある。

### 西アフリカ
少なくとも9つのメキシコおよびコロンビアの麻薬カルテルが、11の西アフリカの国に基盤を持っていることが確認された。彼らは、金になるヨーロッパ市場に近付くための足掛かりを切り開くために、地元のギャングと密接にかかわって活動していると伝えられている。コロンビアおよびメキシコのカルテルは、大きな荷を西アフリカに密輸し、それをばらして小分けにしヨーロッパ（大部分はスペイン、イギリスおよびフランス）へと密輸することが、より簡単であるということを発見した。北アメリカの麻薬禁止キャンペーンによって、全ての非アメリカ系コカインの50%近く、または世界的な流通のおよそ13%が現在は西アフリカを通じて密輸されているように、西アフリカ地域の麻薬輸送が劇的な増加に至ったのに加えて、西ヨーロッパにおいてコカインのより多い需要がある。

## 論争

### 政策の失敗
ブラジルのフェルナンド・エンリケ・カルドーゾ、メキシコのエルネスト・セディージョおよびコロンビアのセサル・ガビリア ら元大統領たちによると、アメリカ主導の麻薬戦争はラテンアメリカを悪化の螺旋へと推し進めている。カルドーゾは会議で「利用可能な証拠は麻薬戦争が失敗した戦争であることを示している」と述べた。カルドーゾが主導する薬物および民主化委員会 (Drugs and Democracy commission)のラテンアメリカ会議のパネルにおいて、この戦争に関係する国が「タブー」を取り除き、反麻薬プログラムを再検討しなければならないと述べた。ラテンアメリカの政府は麻薬戦争を戦うためにアメリカの助言を守ったが、方針はほとんど影響を持たなかった。委員会は、バラク・オバマ大統領に、保安計画としてでなく、公衆衛生問題として薬物使用を治療することや、大麻（マリファナ）解禁のような新しい方針を考慮するよう勧めた。西半球問題協議会 (en)は、麻薬の解禁と合法化を深刻に考慮する時だと述べた。2009年には、ヘロイン、マリファナ（5グラム）、コカインの個人による少量所持が起訴対外となり合法化された。

### 資金洗浄
メキシコの麻薬カルテルとコロンビアの供給元が利益をもたらしているという事実にも拘らず、毎年180億から390億ドルをアメリカから移動し資金洗浄している。アメリカおよびメキシコ政府は、資金洗浄を含む様々なカルテルの財政的な活動に直面した際の彼らの反応が消極的もしくは遅いと非難された。
アメリカの麻薬取締局 (DEA)は、メキシコの違法薬物に関する資金の動きに関して、財政調査を増やす必要があると確認した。DEAは麻薬カルテルの財政的基盤を攻撃するために、実現可能な麻薬実施戦略において重要な役割を演じなければならないと述べた。しかしながら、アメリカのDEAは、アメリカとメキシコのファイナンシャル・サービス産業が麻薬販売によって動く金の手助けとなっている点を注目した。先例に従い、2010年8月にフェリペ・カルデロン大統領は、現金密輸と資金洗浄を取り締まるための包括的な新しい基準を提案した。カルデロンは、不動産の現金購入と10万ペソ（約7,650ドル）以上する贅沢品の購入の禁止を提案した。彼の包括的な提案は、例えば不動産や宝石、装甲メッキの購入などのような大きな取引を報告することを企業に要求する。6月にカルデロンは、銀行で交換するか預ける事の出来るドルの量に厳しい制限をかけることを通知した。しかし、金融機関へ提案された規制は、メキシコの議会で厳しい反対に直面している。

### 需要
ランド研究所は1990年代半ばに、麻薬使用者に対する治療を行い米国内での麻薬使用量を抑制することは、法執行機関による対策だけを行う場合と比べて7倍費用対効果がよく、麻薬使用量を3分の1に削減できる可能性があるという研究結果を公表した。
オバマ政権は、2011会計年度の予算要求において、麻薬需要削減を目的として56億ドルを盛り込んだ。この中では、乱用防止のための費用が13%、乱用者治療のための費用が約4%増額されている。2011会計年度の予算要求における麻薬対策全体の費用は155億ドルであり、前年度から5億2110万ドル増額されている。